# ハンターキラー 潜航せよ
『ハンターキラー 潜航せよ』（ハンターキラーせんこうせよ、Hunter Killer）は2018年のアメリカ合衆国のスリラー映画。監督はドノヴァン・マーシュ、主演はジェラルド・バトラーが務めた。本作はドン・キースとアメリカ海軍潜水艦の元艦長ジョージ・ウォレスが2012年に発表したFiring Point(原作は、"Final Bearing"、The Hunter Killer Series"の第1巻。シリーズは全6巻まである)を原作としている。なお、本作はミカエル・ニクヴィストの遺作のひとつ。ハンターキラーは潜水艦の異名である。

## ストーリー
ロシア領バレンツ海で、ロシア海軍潜水艦を追跡中であったアメリカ海軍潜水艦USSタンパ・ベイが突如消息を絶った。現場海域では計２回の爆発が観測され、アメリカ海軍上層部は直ちに潜水艦USSアーカンソーを現場に急行させた。
ロシアのザカリン大統領は、潜水艦が消息を絶った北海に面したコラ半島のポリャルヌイ海軍基地に向けモスクワを発っていた。しかし、それは事故処理ではなく爆発以前の行動だった。ロシア大統領の動向について、アメリカ政府はビーマン隊長以下4名のネイビーシールズにポリャルヌイ海軍基地への潜入と情報収集を命じた。
沈没したタンパ・ベイを発見し生存者が皆無と確認するUSSアーカンソー。だが付近にはロシアの原潜コーニクも沈没していた。コーニクが爆発物によって内側から破壊され沈没しことを確認したUSSアーカンソーのグラス艦長は、命令違反を承知で情報を得るためにロシア艦に小型急難艇を派遣し、アンドロポフ艦長と2名の乗組員を救助した。
ポリャルヌイ海軍基地に潜入し、ロシア大統領ザカリンがドゥーロフ国防相に拘禁される映像を本国に送信するネイビーシールズ。クーデターを起こしたドゥーロフは大統領令を偽装するために秘密裏にザカリンを拘束したのだ。アメリカ政府はザカリン大統領の救出作戦を承認し、現地のビーマン隊長に命令を下した。
ロシア大統領とネイビーシールズの救出命令を受け、ポリャルヌイ海軍基地を目指すUSSアーカンソー。だが、フィヨルドの奥に位置する基地まではロシア海軍の半数の戦艦と機雷群を安全に通過する必要があった。ロシア艦のアンドロポフ艦長を水先案内人とすべく、軍規を犯して最高機密の艦橋に招くグラス艦長。事態を受け入れたアンドロポフ艦長は、アーカンソーをポリャルヌイ海軍基地まで誘導した。
部下を失いながらもザカリン大統領を救出するネイビーシールズのビーマン隊長。迎えの小型救難艇に大統領を収容したビーマン隊長は、陸上に残した１人の部下を救うために再度敵地に引き返した。
USSアーカンソーをザカリン大統領ごと撃沈するべく、ドゥーロフ国防相はウダロイ級駆逐艦を派遣する。駆逐艦からの攻撃でUSSアーカンソーは満身創痍になりながらも、グラス艦長はあえて反撃を控える。もしここでザカリン大統領が命を落とせば、アメリカはロシア大統領を拉致した上に殺害したと全世界からの激しい非難を浴び、最悪の場合、ロシアとの全面核戦争にまで繋がりかねない。現にロシア艦隊とアメリカ艦隊は既に交戦寸前にまで急接近していた。
攻撃して来た駆逐艦の乗組員は全員が教え子だというアンドロポフ艦長の言葉を聞いて、敢えて駆逐艦の真正面に浮上するグラス艦長。アンドロポフ艦長とザカリン大統領からの呼び掛けを聞いた駆逐艦の若い乗組員たちは思わず攻撃を躊躇し、それに業を煮やしたドゥーロフ国防相はKh-35地対艦ミサイル部隊によってUSSアーカンソーへの攻撃を開始する。アメリカ軍のドネガン統合参謀本部議長はグラス艦長にUSSアーカンソーに搭載されたトマホーク巡航ミサイルでポリャルヌイ海軍基地を攻撃するよう命令するが、グラス艦長は最後まで攻撃を躊躇う。そして弾直前、駆逐艦はCIWSでUSSアーカンソーを捕捉したKh-35を破壊し、同時にポリャルヌイ海軍基地の司令部もミサイル攻撃により破壊し、ドゥーロフ国防相をクーデターの一味もろとも殲滅した。
USSアーカンソーからロシア空軍にクーデター鎮圧を命じるザカリン大統領。アンドロポフ艦長と互いに敬意を表しつつ別れを告げるグラス艦長。敵地に戻ったビーマン隊長も無事に部下を連れ帰った。

## キャスト

### アーカンソー乗員
ジョー・グラス
演 - ジェラルド・バトラー、日本語吹替 - 小原雅人
バージニア級原子力潜水艦USSアーカンソーの艦長。海軍中佐。任務に精通した実力者だが海軍兵学校の出身者ではなく一兵卒からの叩き上げ。
ブライアン・エドワーズ
演 - カーター・マッキンタイア、日本語吹替 - 丸山智行
USSアーカンソーの副長。海軍少佐。

### Navy SEALs隊員
ビル・ビーマン
演 - トビー・スティーブンス、日本語吹替 - 長野伸二
Navy SEALs隊員。偵察部隊の隊長。
ポール・マルティネリ
演 - ゼイン・ホルツ、日本語吹替 - 田所陽向
Navy SEALs隊員。ビーマンの部下の一人で新人のスナイパー。
デヴィン・ホール
演 - マイケル・トルッコ、日本語吹替 - 谷内健
Navy SEALs隊員。ビーマンの部下の一人。
マット・ジョンストン
演 - ライアン・マクパートリン、日本語吹替 - 川原元幸
Navy SEALs隊員。ビーマンの部下の一人。

### 対策本部
アイリーン・ドーヴァー
演 - キャロライン・グッドール
アメリカ合衆国大統領。
チャールズ・ドネガン
演 - ゲイリー・オールドマン、日本語吹替 - 安原義人
統合参謀本部議長。海軍大将。
ジョン・フィスク
演 - コモン、日本語吹替 - 俊藤光利
海軍少将。
ジェーン・ノーキスト
演 - リンダ・カーデリーニ、日本語吹替 - 長尾歩
NSA局員。

### ロシア
ニコライ・ザカリン
演 - アレクサンドル・ディアチェンコ、日本語吹替 - 綿貫竜之介
ロシア大統領。
セルゲイ・アンドロポフ
演 - ミカエル・ニクヴィスト、日本語吹替 - 牛山茂
アクラ型原子力潜水艦コーニクの艦長。ドゥーロフ派の破壊工作により乗艦を撃沈されるも沈没した艦で生存しており、USSアーカンソーに救出され、ザカリン救出に協力する。
オレク
演 - ユーリー・コロコリニコフ、日本語吹替 - 藤田幹彦
ザカリンのSP。
ウラジミール・ストレフ
演 - イリア・ヴォロック
ドゥーロフ派のアクラ級原子力潜水艦艦長。潜水艦タンパベイを撃沈し、更にUSSアーカンソーと交戦する。
ドミトリー・ドゥーロフ
演 - ミハイル・ゴア、日本語吹替 - 及川ナオキ
ロシア国防相。クーデターを敢行し、ザカリンを監禁する。
トレチャク
演 - イゴール・ジジキン
ロシア特殊部隊隊長。ドゥーロフの部下で基地の警備を担当。

### その他
ロサンゼルス級原子力潜水艦タンパベイ艦長
演 - コーリイ・ジョンソン
海軍の士官
演 - デヴィッド・ギャーシー
潜水艦アーカンソーの副長補佐。
ヒメネス
演 - ガブリエル・チャバリア、日本語吹替 - 三好翼
ニコルズ
演 - キーロン・ビンプソン
ベルフォード
演 - テイラー・ジョン・スミス、日本語吹替 - 竜門睦月
USSアーカンソーのソナーオペレーター。
ターナー
演 - シェーン・テイラー、日本語吹替 - 中野泰佑
潜水艦アーカンソーの水雷長。
パーク
演 - クリストファー・ゴー
USSアーカンソーの航海長。ロシア語が少し話せる。
マッカウ
演 - コーラ・ボッキーニ、日本語吹替 - 藤原聖侑
メディック・ジョーンズ
演 - リチャード・ヒルズ

## 製作
2015年11月12日、オリジナル・フィルムが新作映画の製作に着手したと報じられた。2016年3月3日、ドノヴァン・マーシュが監督に起用され、ジェラルド・バトラーとゲイリー・オールドマンの出演が決まったとの報道があった。6月23日、テイラー・ジョン・スミスの出演が決定した。7月6日、ガブリエル・チャバリアがキャスト入りした。7日、ゼイン・ホルツが本作に出演すると報じられた。13日、マイケル・トルッコとライアン・マクパートリンの出演が決まった。19日、ミカエル・ニクヴィストの起用が発表された。21日、デヴィッド・ギャーシーがキャスト入りしたとの報道があった。8月4日、リンダ・カーデリーニが本作に出演すると報じられた。

### 撮影
2016年7月25日、本作の主要撮影がロンドンで始まった。

## 興行収入
本作は『Indivisible』及び『ジョニー・イングリッシュ アナログの逆襲』と同じ週に封切られ、公開初週末に750万ドル前後を稼ぎ出すと予想されていたが、実際の数字はそれを下回るものとなった。2018年10月26日、本作は全米2728館で公開され、公開初週末に665万ドルを稼ぎ出し、週末興行収入ランキング初登場5位となった。この数字はジェラルド・バトラー主演作としては異例の低さであった。

## 評価
本作に対する批評家の評価は伸び悩んでいる。映画批評集積サイトのRotten Tomatoesには101件のレビューがあり、批評家支持率は37%、平均点は10点満点で4.7点となっている。サイト側による批評家の見解の要約は「潜水艦を舞台にした作品の多くと同様、『ハンターキラー 潜航せよ』は陰鬱な雰囲気のアクション映画になっている。そのおざなりなストーリー展開は他の作品で何回も展開されたものをなぞっている。」となっている。また、Metacriticには28件のレビューがあり、加重平均値は43/100となっている。なお、本作のCinemaScoreは A+ から F のうちの A- となっている。